# ألكساندرا بورغهارت
ألكسندرا بورغهارت (من مواليد 28 أبريل 1994) هي عداءة ألمانية ولاعبة رياضة زلاجة جماعية. وحققت في كلا الرياضتين ميداليات أولمبية، حصلت على جائزة الرياضة البافارية التقديرية عن فئة اللحظات الرياضية الاستثنائية عام 2022، وأيضا حصلت على وسام الاستحقاق البافاري عام 2024. 
شاركت في سباق 4 × 100 متر تتابع في بطولة العالم لألعاب القوى 2015 في بكين، وحصلت على المركز الخامس في النهائي. في دورة الألعاب الأولمبية الصيفية 2020 في طوكيو، احتلت بورغهارت المركز الخامس كعضو في سباق 4 × 100 متر تتابع في 6 أغسطس 2021. وعادت إلى مضمار الزلاجة الجماعية في دورة الألعاب الأولمبية الشتوية 2022 في بكين بعد نصف عام، وفازت بالميدالية الفضية في 19 فبراير 2022. شاركت الفريق في تجاوز مرحلة التصفيات وتأهل للنهائيات سباق سباق 4 × 100 متر تتابع وتحقيق الميدالية البرونزية. من قبل الفريق الألماني مع ليزا ماير، جينا لوكنكيمبر، ريبيكا هاس، بعد فوزها بالميدالية البرونزية في ألعاب القوى في دورة الألعاب الأولمبية الصيفية 2024 في باريس، أصبحت سابع رياضية ورابع رياضية في التاريخ تفوز بميداليات أولمبية في كل من الرياضة الصيفية والرياضة الشتوية.

## روابط خارجية
- ألكساندرا بورغهارت في اللجنة الأولمبية الدولية
- ألكساندرا بورغهارت في موقع أوليمبيديا